# 平阳坑镇
平阳坑镇是中华人民共和国浙江省温州市瑞安市下辖的一个镇。
2015年12月25日，浙江省人民政府批复同意调整高楼镇管辖范围，增设平阳坑镇，镇政府驻平阳坑村。

## 行政区划
平阳坑镇下辖以下村级行政区划单位：
塘岙村、塔石村、东源村、南山村、平阳坑村、振新村、联和村和篁坑村。